# Max Hagemoser
Max Hagemoser (* 7. Januar 2003 in Güstrow) ist ein deutscher Fußballspieler, der als Torwart eingesetzt wird.

## Karriere

### Jugendfußball
Hagemoser begann das Fußballspielen als Feldspieler beim VfL Grün-Gold Güstrow und anschließend als Torwart beim FSV Rühn, ehe er  2014 in das Nachwuchsleistungszentrum von Hansa Rostock wechselte. Im Jahr 2017 schloss er sich RasenBallsport Leipzig an und wurde ab 2018 für ein Jahr wieder an den F.C. Hansa verliehen. Anschließend ging er 2019 zur Jugend des 1. FC Köln, bei der er ein Spiel in der B-Junioren-Bundesliga und drei Spiele in der A-Junioren-Bundesliga bestritt.
Außerdem bestritt Hagemoser im Länderpokal ein Spiel für die U14-Auswahlmannschaft Mecklenburg-Vorpommerns, zwei Spiele für die U15-Auswahlmannschaft Sachsens und drei Spiele für die U16-Auswahlmannschaft Mecklenburg-Vorpommerns.

### Männer-Fußball
Mit dem Eintritt in den Männer-Fußball schloss er sich 2022 erneut Hansa Rostock an und gehörte nominell in den Spielzeiten 2022/23 und 2023/24 zum Zweitligakader, kam hinter Markus Kolke und Nils Körber allerdings nicht zum Einsatz. Stattdessen lief er für die zweite Mannschaft der Norddeutschen in der Oberliga Nordost auf und stieg 2023 in die Regionalliga Nordost auf, nach einer Saison 2024 allerdings direkt wieder ab.
Zu seinem Profidebüt kam Hagemoser in der Drittliga-Saison 2024/25 am 10. August 2024 im Auswärtsspiel der Rostocker gegen Wiesbaden (0:1). Auch im DFB-Pokalspiel gegen Hertha BSC (1:5) stand er für Hansa zwischen den Pfosten. Nachdem Stammtorwart Benjamin Uphoff von seiner Verletzung genesen war, wurde Hagemoser ab September 2024 wieder zum Reservisten.

### Erfolge
- Staffelmeister (West) B-Junioren-Bundesliga: 2020 mit 1. FC Köln U17
- Meister Oberliga Nordost-Nord: 2023 mit Hansa Rostock II
- Aufstieg in die Regionalliga Nordost: 2023 mit Hansa Rostock II
- Landespokalsieger Mecklenburg-Vorpommern: 2025 (mit Hansa Rostock)